# Porcellio fossuliger
Porcellio fossuliger är en kräftdjursart som beskrevs av Karl Wilhelm Verhoeff1901. Porcellio fossuliger ingår i släktet Porcellio och familjen Porcellionidae. Inga underarter finns listade i Catalogue of Life.